# 2123 Влтава
2123 Влтава (2123 Vltava) — астероїд головного поясу, відкритий 22 вересня 1973 року.
Тіссеранів параметр щодо Юпітера — 3,298.